# Au travers des oliviers
Série Trilogie de Koker
Et la vie continue
(1991)
Pour plus de détails, voir Fiche technique et Distribution.
Au travers des oliviers (en persan : زیر درختان زیتون, Zir-e derakhtān zeytoun) est une comédie dramatique franco-iranienne réalisée par Abbas Kiarostami, sortie en 1994.
C'est le dernier volet de ce que l'on appelle la Trilogie de Koker, précédé par Où est la maison de mon ami ? et Et la vie continue.

## Synopsis
Une équipe de cinéma s'installe, parmi les oliviers, dans un village du nord de l'Iran qui vient d'être dévasté par un tremblement de terre. Keshavarz, le réalisateur du film, qui s'intitule Et la vie continue, est à la recherche de ses acteurs.
Le cinéma fait rêver les enfants d'une école. Ils participeront à la production ou assisteront au tournage. Mme Shiva, la première assistante, organise un casting. Les jeunes filles en voile s'imaginent déjà devant la caméra. Le réalisateur retient en particulier Tahereh et quelques-unes de ses amies. Hossein, un jeune maçon, est engagé comme assistant. Il remplace l'acteur amateur qui devient bègue dès qu'il s'adresse à une femme...

## Fiche technique
- Titre original : Zire darakhatan zeyton
- Titre français : Au travers des oliviers
- Réalisation : Abbas Kiarostami
- Scénario : Abbas Kiarostami, Harold Manning et Hengameh Panahi
- Producteur : Abbas Kiarostami
- Photo : Hossein Djafarian et Farhad Saba
- Montage : Abbas Kiarostami
- Pays d'origine :  Iran /  France
- Langue de tournage : persan
- Format : couleur
- Genre : comédie dramatique
- Durée : 103 minutes
- Dates de sortie :
  -  France : mai 1994 (Festival de Cannes) ; 25 janvier 1995 (sortie nationale)

## Distribution
- Mohamad Ali Keshavarz : Le réalisateur
- Farhad Kheradmand : Farhad
- Zarifeh Shiva : Mme Shiva
- Hossein Rezai : Hossein
- Tahereh Ladanian : Tahereh
- Hocine Redai : Hocine
- Zahra Nourouzi : la fille de Kouly
- Nasret Betri : Achiz
- Azim Aziz Nia : Azim
- Astadouli Babani : un professeur
- Khodabakhsh Defai : un professeur
- Ahmad Ahmad Pur : lui-même
- Babak Ahmad Pur : lui-même

## Sortie vidéo
Le film sort le 7 avril 2020, édité par Potemkine Films, dans un coffret DVD/Blu-ray regroupant les 3 films de la trilogie de Koker (Où est la maison de mon ami ?, Et la vie continue, Au travers de oliviers). Le coffret inclut des analyses des films, un documentaire sur le réalisateur, ainsi que des séquences commentées par Abbas Kiarostami.